# The Four Tops
The Four Tops – amerykański kwartet wokalny, śpiewający muzykę soul. Powstał w 1953 roku w Detroit i zaczął nagrywać w wytwórni Motown w 1964. Wyjątkowość zespołu polegała na tym, że powstawszy z grupy kolegów z jednej szkoły średniej przetrwał bez nawet jednej zmiany personalnej przez ponad czterdzieści lat, ciągle zachowując popularność wśród słuchaczy muzyki soul. 20 czerwca 1997 zmarł jeden z członków zespołu, Lawrence Payton. Przez krótki czas zespół występował jako trio pod nazwą The Tops, aż do 1998 kiedy do grupy dołączył Theo Peoples. Po kilku kolejnych zmianach personalnych zespół występował jako kwintet.
W roku 1990 zespół The Four Tops został wprowadzony do Rock and Roll Hall of Fame.

## Oryginalny skład (1953–1997)

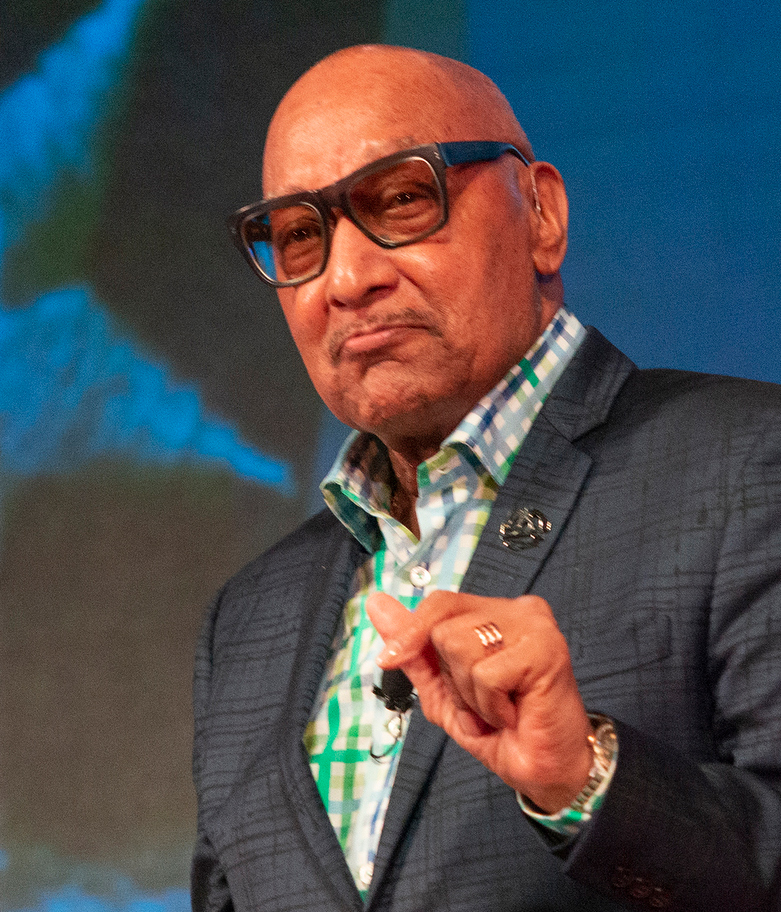
Abdul "Duke" Fakir (zm. 22 lipca 2024), jedyny aktywny członek grupy występujący z nią od początku

- Renaldo Benson (ur. 14 czerwca 1936, zm. 1 lipca 2005) – śpiew
- Abdul Fakir (ur. 26 grudnia 1935, zm. 22 lipca 2024[3]) – śpiew
- Lawrence Payton (ur. 2 marca 1938, zm. 20 czerwca 1997) – śpiew, instrumenty klawiszowe
- Levi Stubbs (ur. 6 czerwca 1936, zm. 17 października 2008) – śpiew

## Aktualny skład
- Michael Brock
- Ronnie McNeir
- Lawrence Payton, Jr.
- Alexander Morris

## Dyskografia
- The Four Tops (1964)
- The Four Tops' Second Album (1965)
- On Top (1966)
- The Four Tops Live (1966)
- On Broadway (1967)
- Reach Out (1967)
- Yesterday's Dreams (1968)
- The Four Tops Now! (1969)
- Soul Spin (1969)
- Still Waters Run Deep (1970)
- Changing Times (1970)
- The Magnificent 7 (1970)
- The Return of the Magnificent Seven (1971)
- Nature Planned It (1972)
- Keeper of the Castle (1972)
- Main Street People (1973)
- Meeting of the Minds (1974)
- Live & In Concert (1974)
- Night Lights Harmony (1975)
- Catfish (1976)
- The Show Must Go On (1977)
- At the Top (1978)
- Tonight! (1981)
- The Fabulous Four Tops (1982)
- One More Mountain
- Back Where I Belong (1983)
- Magic (1985)
- Hot Nights (1986)
- Indestructible (1988)
- Christmas Here with (1995)